# Liste des coureurs du Tour de France 1998
 (juillet 2021).
Si vous disposez d'ouvrages ou d'articles de référence ou si vous connaissez des sites web de qualité traitant du thème abordé ici, merci de compléter l'article en donnant les références utiles à sa vérifiabilité et en les liant à la section « Notes et références ».
Cet article dresse la liste des coureurs du Tour de France 1998. Les 189 coureurs sont répartis en 21 équipes.

## Liste des participants
| Légende                             | Légende                                                                                         | Légende                                | Légende                                                                                                  |
| ----------------------------------- | ----------------------------------------------------------------------------------------------- | -------------------------------------- | --- |
| Num                                 | Dossard de départ porté par le coureur sur ce Tour de France                                    | Pos                                    | Position finale au classement général                                                                    |
| Leader du classement général        | Indique le vainqueur du classement général                                                      | Leader du classement par points        | Indique le vainqueur du classement par points                                                            |
| Leader du classement de la montagne | Indique le vainqueur du classement de la montagne                                               | Leader du classement du meilleur jeune | Indique le vainqueur du classement du meilleur jeune                                                     |
| Meilleure équipe                    | Indique la meilleure équipe                                                                     | Super combatif                         | Indique le super combatif                                                                                |
|                                     | Indique un maillot de champion national ou mondial, suivi de sa spécialité                      | NP                                     | Indique un coureur qui n'a pas pris le départ d'une étape, suivi du numéro de l'étape où il s'est retiré |
| AB                                  | Indique un coureur qui n'a pas terminé une étape, suivi du numéro de l'étape où il s'est retiré | HD                                     | Indique un coureur qui a terminé une étape hors des délais, suivi du numéro de l'étape                   |
| EX                                  | Coureur exclu pour non-respect du règlement, suivi du numéro de l'étape                         | *                                      | Indique un coureur en lice pour le classement du meilleur jeune (coureurs nés après le 1er janvier 1973) |

| Deutsche Telekom ___ | Deutsche Telekom ___     | Deutsche Telekom ___ |
| -------------------- | ------------------------ | -------------------- |
| Num                  | Coureur                  | Pos                  |
| 1                    | Jan Ullrich (GER)        | 2e                   |
| 2                    | Rolf Aldag (GER)         | 43e                  |
| 3                    | Udo Bölts (GER)          | 21e                  |
| 4                    | Francesco Frattini (ITA) | 93e                  |
| 5                    | Christian Henn (GER)     | 80e                  |
| 6                    | Jens Heppner (GER)       | 56e                  |
| 7                    | Bjarne Riis (DEN)        | 11e                  |
| 8                    | Georg Totschnig (AUT)    | 27e                  |
| 9                    | Erik Zabel (GER) (route) | 62e                  |

| Festina-Lotus FES | Festina-Lotus FES              | Festina-Lotus FES |
| ----------------- | ------------------------------ | ----------------- |
| Num               | Coureur                        | Pos               |
| 11                | Richard Virenque (FRA)         | NP-7              |
| 12                | Laurent Brochard (FRA) (route) | NP-7              |
| 13                | Laurent Dufaux (SUI)           | NP-7              |
| 14                | Pascal Hervé (FRA)             | NP-7              |
| 15                | Armin Meier (SUI)              | NP-7              |
| 16                | Christophe Moreau (FRA)        | NP-7              |
| 17                | Didier Rous (FRA)              | NP-7              |
| 18                | Neil Stephens (AUS)            | NP-7              |
| 19                | Alex Zülle (SUI)               | NP-7              |

| Mercatone Uno-Bianchi ___ | Mercatone Uno-Bianchi ___ | Mercatone Uno-Bianchi ___ |
| ------------------------- | ------------------------- | ------------------------- |
| Num                       | Coureur                   | Pos                       |
| 21                        | Marco Pantani (ITA)       | 1er                       |
| 22                        | Sergio Barbero (ITA)      | AB-15                     |
| 23                        | Simone Borgheresi (ITA)   | 52e                       |
| 24                        | Roberto Conti (ITA)       | 60e                       |
| 25                        | Fabiano Fontanelli (ITA)  | 72e                       |
| 26                        | Riccardo Forconi (ITA)    | 46e                       |
| 27                        | Dimitri Konyshev (RUS)    | AB-10                     |
| 28                        | Massimo Podenzana (ITA)   | 37e                       |
| 29                        | Mario Traversoni (ITA)    | 95e                       |

| Mapei-Bricobi MAP | Mapei-Bricobi MAP         | Mapei-Bricobi MAP |
| ----------------- | ------------------------- | ----------------- |
| Num               | Coureur                   | Pos               |
| 31                | Franco Ballerini (ITA)    | AB-16             |
| 32                | Giuseppe Di Grande (ITA)  | 9e                |
| 33                | Bart Leysen (BEL)         | 92e               |
| 34                | Daniele Nardello (ITA)    | 8e                |
| 35                | Wilfried Peeters (BEL)    | 68e               |
| 36                | Tom Steels (BEL) (route)  | 85e               |
| 37                | Ján Svorada (CZE) (route) | AB-16             |
| 38                | Andrea Tafi (ITA) (route) | 42e               |
| 39                | Stefano Zanini (ITA)      | 73e               |

| ONCE ONC | ONCE ONC                       | ONCE ONC |
| -------- | ------------------------------ | -------- |
| Num      | Coureur                        | Pos      |
| 41       | Laurent Jalabert (FRA) (route) | NP-18    |
| 42       | Johan Bruyneel (BEL)           | AB-8     |
| 43       | Rafael Díaz Justo (ESP)        | NP-18    |
| 44       | Herminio Díaz Zabala (ESP)     | NP-18    |
| 45       | Marcelino García (ESP)         | NP-18    |
| 46       | Francisco Javier Mauleón (ESP) | NP-18    |
| 47       | Melchor Mauri (ESP)            | NP-8     |
| 48       | Luis Pérez Rodríguez (ESP)     | NP-18    |
| 49       | José Roberto Sierra (ESP)      | NP-18    |

| Rabobank RAB | Rabobank RAB                  | Rabobank RAB |
| ------------ | ----------------------------- | ------------ |
| Num          | Coureur                       | Pos          |
| 51           | Michael Boogerd (NED) (route) | 5e           |
| 52           | Erik Dekker (NED)             | AB-2         |
| 53           | Maarten den Bakker (NED)      | 33e          |
| 54           | Patrick Jonker (AUS)          | 34e          |
| 55           | Léon van Bon (NED)            | 63e          |
| 56           | Koos Moerenhout (NED)         | 44e          |
| 57           | Robbie McEwen (AUS)           | 89e          |
| 58           | Aart Vierhouten (NED)         | 88e          |
| 59           | Beat Zberg (SUI)              | 40e          |

| Casino ___ | Casino ___                  | Casino ___ |
| ---------- | --------------------------- | ---------- |
| Num        | Coureur                     | Pos        |
| 61         | Bo Hamburger (DEN)          | 15e        |
| 62         | Christophe Agnolutto (FRA)  | 31e        |
| 63         | Stéphane Barthe (FRA)       | AB-18      |
| 64         | Pascal Chanteur (FRA)       | 35e        |
| 65         | Jacky Durand (FRA)          | 65e        |
| 66         | Alberto Elli (ITA)          | 29e        |
| 67         | Jaan Kirsipuu (EST) (route) | AB-10      |
| 68         | Rodolfo Massi (ITA)         | NP-18      |
| 69         | Benoît Salmon (FRA)         | 28e        |

| Banesto BAN | Banesto BAN                      | Banesto BAN |
| ----------- | -------------------------------- | ----------- |
| Num         | Coureur                          | Pos         |
| 71          | Abraham Olano (ESP)              | AB-11       |
| 72          | Marino Alonso (ESP)              | NP-18       |
| 73          | José Luis Arrieta (ESP)          | AB-15       |
| 74          | Manuel Beltrán (ESP)             | NP-18       |
| 75          | José Vicente García Acosta (ESP) | NP-18       |
| 76          | José María Jiménez (ESP)         | AB-16       |
| 77          | Miguel Ángel Peña (ESP)          | NP-18       |
| 78          | Orlando Rodrigues (POR)          | NP-18       |
| 79          | César Solaun (ESP)               | NP-18       |

| Gan C.A | Gan C.A                  | Gan C.A |
| ------- | ------------------------ | ------- |
| Num     | Coureur                  | Pos     |
| 81      | Chris Boardman (GBR)     | AB-3    |
| 82      | Magnus Bäckstedt (SWE)   | 70e     |
| 83      | Frédéric Moncassin (FRA) | AB-10   |
| 84      | Stuart O'Grady (AUS)     | 54e     |
| 85      | Eros Poli (ITA)          | 86e     |
| 86      | Eddy Seigneur (FRA)      | HD-15   |
| 87      | François Simon (FRA)     | 57e     |
| 88      | Cédric Vasseur (FRA)     | 24e     |
| 89      | Jens Voigt (GER)         | 83e     |

| Lotto-Mobistar ___ | Lotto-Mobistar ___       | Lotto-Mobistar ___ |
| ------------------ | ------------------------ | ------------------ |
| Num                | Coureur                  | Pos                |
| 91                 | Laurent Madouas (FRA)    | 22e                |
| 92                 | Peter Farazijn (BEL)     | 19e                |
| 93                 | Joona Laukka (FIN)       | NP-13              |
| 94                 | Andreï Tchmil (BEL)      | NP-16              |
| 95                 | Andrei Teteriouk (KAZ)   | 20e                |
| 96                 | Kurt Van de Wouwer (BEL) | 16e                |
| 97                 | Paul Van Hyfte (BEL)     | 64e                |
| 98                 | Rik Verbrugghe (BEL)     | 69e                |
| 99                 | Geert Verheyen (BEL)     | 23e                |

| TVM-Farm Frites ___ | TVM-Farm Frites ___          | TVM-Farm Frites ___ |
| ------------------- | ---------------------------- | ------------------- |
| Num                 | Coureur                      | Pos                 |
| 101                 | Laurent Roux (FRA)           | NP-10               |
| 102                 | Jeroen Blijlevens (NED)      | AB-18               |
| 103                 | Steven de Jongh (NED)        | NP-19               |
| 104                 | Sergueï Ivanov (RUS) (route) | NP-19               |
| 105                 | Servais Knaven (NED)         | NP-19               |
| 106                 | Lars Michaelsen (DEN)        | HD-11               |
| 107                 | Sergueï Outschakov (UKR)     | NP-19               |
| 108                 | Peter Van Petegem (BEL)      | AB-15               |
| 109                 | Bart Voskamp (NED)           | NP-19               |

| Saeco-Cannondale SAE | Saeco-Cannondale SAE      | Saeco-Cannondale SAE |
| -------------------- | ------------------------- | -------------------- |
| Num                  | Coureur                   | Pos                  |
| 111                  | Mario Cipollini (ITA)     | AB-9                 |
| 112                  | Giuseppe Calcaterra (ITA) | AB-16                |
| 113                  | Massimo Donati (ITA)      | 50e                  |
| 114                  | Gian Matteo Fagnini (ITA) | AB-10                |
| 115                  | Paolo Fornaciari (ITA)    | 90e                  |
| 116                  | Eddy Mazzoleni (ITA)      | 71e                  |
| 117                  | Massimiliano Mori (ITA)   | 91e                  |
| 118                  | Leonardo Piepoli (ITA)    | 14e                  |
| 119                  | Mario Scirea (ITA)        | AB-10                |

| La Française des jeux FDJ | La Française des jeux FDJ | La Française des jeux FDJ |
| ------------------------- | ------------------------- | ------------------------- |
| Num                       | Coureur                   | Pos                       |
| 121                       | Evgueni Berzin (RUS)      | 25e                       |
| 122                       | Franck Bouyer (FRA)       | 94e                       |
| 123                       | Frédéric Guesdon (FRA)    | 67e                       |
| 124                       | Stéphane Heulot (FRA)     | 13e                       |
| 125                       | Xavier Jan (FRA)          | 77e                       |
| 126                       | Emmanuel Magnien (FRA)    | AB-10                     |
| 127                       | Christophe Mengin (FRA)   | 66e                       |
| 128                       | Damien Nazon (FRA)        | 96e                       |
| 129                       | Maximilian Sciandri (GBR) | NP-18                     |

| Cofidis-Le Crédit par Téléphone COF | Cofidis-Le Crédit par Téléphone COF | Cofidis-Le Crédit par Téléphone COF |
| ----------------------------------- | ----------------------------------- | ----------------------------------- |
| Num                                 | Coureur                             | Pos                                 |
| 131                                 | Francesco Casagrande (ITA)          | AB-10                               |
| 132                                 | Laurent Desbiens (FRA)              | 61e                                 |
| 133                                 | Philippe Gaumont (FRA)              | AB-10                               |
| 134                                 | Nicolas Jalabert (FRA)              | 49e                                 |
| 135                                 | Bobby Julich (USA)                  | 3e                                  |
| 136                                 | Massimiliano Lelli (ITA)            | 36e                                 |
| 137                                 | Kevin Livingston (USA)              | 17e                                 |
| 138                                 | Roland Meier (SUI)                  | 7e                                  |
| 139                                 | Christophe Rinero (FRA)             | 4e                                  |

| Polti PLT | Polti PLT               | Polti PLT |
| --------- | ----------------------- | --------- |
| Num       | Coureur                 | Pos       |
| 141       | Luc Leblanc (FRA)       | NP-18     |
| 142       | Rossano Brasi (ITA)     | 82e       |
| 143       | Mirko Crepaldi (ITA)    | 75e       |
| 144       | Fabrizio Guidi (ITA)    | AB-6      |
| 145       | Leonardo Guidi (ITA)    | AB-15     |
| 146       | Jörg Jaksche (GER)      | 18e       |
| 147       | Silvio Martinello (ITA) | NP-6      |
| 148       | Axel Merckx (BEL)       | 10e       |
| 149       | Fabio Sacchi (ITA)      | 47e       |

| Asics-CGA ___ | Asics-CGA ___              | Asics-CGA ___ |
| ------------- | -------------------------- | ------------- |
| Num           | Coureur                    | Pos           |
| 151           | Carlo Marino Bianchi (ITA) | AB-10         |
| 152           | Alessio Bongioni (ITA)     | AB-9          |
| 153           | Diego Ferrari (ITA)        | 76e           |
| 154           | Oscar Pozzi (ITA)          | 32e           |
| 155           | Fabio Roscioli (ITA)       | 79e           |
| 156           | Samuele Schiavina (ITA)    | AB-4          |
| 157           | Alexandr Shefer (KAZ)      | AB-10         |
| 158           | Filippo Simeoni (ITA)      | 55e           |
| 159           | Alain Turicchia (ITA)      | 74e           |

| Vitalicio Seguros VIT | Vitalicio Seguros VIT        | Vitalicio Seguros VIT |
| --------------------- | ---------------------------- | --------------------- |
| Num                   | Coureur                      | Pos                   |
| 161                   | Santiago Blanco (ESP)        | NP-18                 |
| 162                   | Francisco Benítez (ESP)      | NP-18                 |
| 163                   | Hernán Buenahora (COL)       | AB-10                 |
| 164                   | Ángel Casero (ESP) (route)   | NP-18                 |
| 165                   | Andrea Ferrigato (ITA)       | NP-18                 |
| 166                   | David García Marquina (ESP)  | AB-10                 |
| 167                   | Francisco Tomás García (ESP) | AB-5                  |
| 168                   | Prudencio Indurain (ESP)     | NP-18                 |
| 169                   | Oliverio Rincón (COL)        | HD-8                  |

| Kelme-Costa Blanca KEL | Kelme-Costa Blanca KEL           | Kelme-Costa Blanca KEL |
| ---------------------- | -------------------------------- | ---------------------- |
| Num                    | Coureur                          | Pos                    |
| 171                    | Fernando Escartín (ESP)          | NP-18                  |
| 172                    | Francisco Cabello (ESP)          | NP-18                  |
| 173                    | Carlos Alberto Contreras (COL)   | AB-10                  |
| 174                    | Juan José de los Ángeles (ESP)   | AB-15                  |
| 175                    | José Javier Gómez (ESP)          | NP-18                  |
| 176                    | Santos González (ESP)            | NP-18                  |
| 177                    | José Luis Rodríguez García (ESP) | AB-16                  |
| 178                    | Marcos Serrano (ESP)             | NP-18                  |
| 179                    | José Ángel Vidal (ESP)           | NP-18                  |

| US Postal Service USP | US Postal Service USP         | US Postal Service USP |
| --------------------- | ----------------------------- | --------------------- |
| Num                   | Coureur                       | Pos                   |
| 181                   | Jean-Cyril Robin (FRA)        | 6e                    |
| 182                   | Frankie Andreu (USA)          | 58e                   |
| 183                   | Dariusz Baranowski (POL)      | 12e                   |
| 184                   | Pascal Deramé (FRA)           | 84e                   |
| 185                   | Viatcheslav Ekimov (RUS)      | 38e                   |
| 186                   | Tyler Hamilton (USA)          | 51e                   |
| 187                   | George Hincapie (USA) (route) | 53e                   |
| 188                   | Marty Jemison (USA)           | 48e                   |
| 189                   | Peter Meinert-Nielsen (DEN)   | 45e                   |

| Riso Scotti-MG Boys Maglificio ___ | Riso Scotti-MG Boys Maglificio ___ | Riso Scotti-MG Boys Maglificio ___ |
| ---------------------------------- | ---------------------------------- | ---------------------------------- |
| Num                                | Coureur                            | Pos                                |
| 191                                | Fabio Baldato (ITA)                | AB-15                              |
| 192                                | Vladislav Bobrik (RUS)             | AB-11                              |
| 193                                | Ermanno Brignoli (ITA)             | NP-18                              |
| 194                                | Roberto Caruso (ITA)               | AB-10                              |
| 195                                | Stefano Casagranda (ITA)           | AB-10                              |
| 196                                | Federico de Beni (ITA)             | AB-4                               |
| 197                                | Nicola Minali (ITA)                | NP-18                              |
| 198                                | Roberto Pistore (ITA)              | HD-8                               |
| 199                                | Alessandro Spezialetti (ITA)       | NP-18                              |

| BigMat-Auber 93 BIG | BigMat-Auber 93 BIG         | BigMat-Auber 93 BIG |
| ------------------- | --------------------------- | ------------------- |
| Num                 | Coureur                     | Pos                 |
| 201                 | Pascal Lino (FRA)           | 78e                 |
| 202                 | Ludovic Auger (FRA)         | NP-2                |
| 203                 | Philippe Bordenave (FRA)    | 30e                 |
| 204                 | Thierry Bourguignon (FRA)   | 26e                 |
| 205                 | Viatcheslav Djavanian (RUS) | 81e                 |
| 206                 | Thierry Gouvenou (FRA)      | 59e                 |
| 207                 | Lylian Lebreton (FRA)       | 41e                 |
| 208                 | Denis Leproux (FRA)         | 39e                 |
| 209                 | Alexei Sivakov (RUS)        | 87e                 |

| Deutsche Telekom ___ | Deutsche Telekom ___     | Deutsche Telekom ___ |
| -------------------- | ------------------------ | -------------------- |
| Num                  | Coureur                  | Pos                  |
| 1                    | Jan Ullrich (GER)        | 2e                   |
| 2                    | Rolf Aldag (GER)         | 43e                  |
| 3                    | Udo Bölts (GER)          | 21e                  |
| 4                    | Francesco Frattini (ITA) | 93e                  |
| 5                    | Christian Henn (GER)     | 80e                  |
| 6                    | Jens Heppner (GER)       | 56e                  |
| 7                    | Bjarne Riis (DEN)        | 11e                  |
| 8                    | Georg Totschnig (AUT)    | 27e                  |
| 9                    | Erik Zabel (GER) (route) | 62e                  |

| Festina-Lotus FES | Festina-Lotus FES              | Festina-Lotus FES |
| ----------------- | ------------------------------ | ----------------- |
| Num               | Coureur                        | Pos               |
| 11                | Richard Virenque (FRA)         | NP-7              |
| 12                | Laurent Brochard (FRA) (route) | NP-7              |
| 13                | Laurent Dufaux (SUI)           | NP-7              |
| 14                | Pascal Hervé (FRA)             | NP-7              |
| 15                | Armin Meier (SUI)              | NP-7              |
| 16                | Christophe Moreau (FRA)        | NP-7              |
| 17                | Didier Rous (FRA)              | NP-7              |
| 18                | Neil Stephens (AUS)            | NP-7              |
| 19                | Alex Zülle (SUI)               | NP-7              |

| Mercatone Uno-Bianchi ___ | Mercatone Uno-Bianchi ___ | Mercatone Uno-Bianchi ___ |
| ------------------------- | ------------------------- | ------------------------- |
| Num                       | Coureur                   | Pos                       |
| 21                        | Marco Pantani (ITA)       | 1er                       |
| 22                        | Sergio Barbero (ITA)      | AB-15                     |
| 23                        | Simone Borgheresi (ITA)   | 52e                       |
| 24                        | Roberto Conti (ITA)       | 60e                       |
| 25                        | Fabiano Fontanelli (ITA)  | 72e                       |
| 26                        | Riccardo Forconi (ITA)    | 46e                       |
| 27                        | Dimitri Konyshev (RUS)    | AB-10                     |
| 28                        | Massimo Podenzana (ITA)   | 37e                       |
| 29                        | Mario Traversoni (ITA)    | 95e                       |

| Mapei-Bricobi MAP | Mapei-Bricobi MAP         | Mapei-Bricobi MAP |
| ----------------- | ------------------------- | ----------------- |
| Num               | Coureur                   | Pos               |
| 31                | Franco Ballerini (ITA)    | AB-16             |
| 32                | Giuseppe Di Grande (ITA)  | 9e                |
| 33                | Bart Leysen (BEL)         | 92e               |
| 34                | Daniele Nardello (ITA)    | 8e                |
| 35                | Wilfried Peeters (BEL)    | 68e               |
| 36                | Tom Steels (BEL) (route)  | 85e               |
| 37                | Ján Svorada (CZE) (route) | AB-16             |
| 38                | Andrea Tafi (ITA) (route) | 42e               |
| 39                | Stefano Zanini (ITA)      | 73e               |

| ONCE ONC | ONCE ONC                       | ONCE ONC |
| -------- | ------------------------------ | -------- |
| Num      | Coureur                        | Pos      |
| 41       | Laurent Jalabert (FRA) (route) | NP-18    |
| 42       | Johan Bruyneel (BEL)           | AB-8     |
| 43       | Rafael Díaz Justo (ESP)        | NP-18    |
| 44       | Herminio Díaz Zabala (ESP)     | NP-18    |
| 45       | Marcelino García (ESP)         | NP-18    |
| 46       | Francisco Javier Mauleón (ESP) | NP-18    |
| 47       | Melchor Mauri (ESP)            | NP-8     |
| 48       | Luis Pérez Rodríguez (ESP)     | NP-18    |
| 49       | José Roberto Sierra (ESP)      | NP-18    |

| Rabobank RAB | Rabobank RAB                  | Rabobank RAB |
| ------------ | ----------------------------- | ------------ |
| Num          | Coureur                       | Pos          |
| 51           | Michael Boogerd (NED) (route) | 5e           |
| 52           | Erik Dekker (NED)             | AB-2         |
| 53           | Maarten den Bakker (NED)      | 33e          |
| 54           | Patrick Jonker (AUS)          | 34e          |
| 55           | Léon van Bon (NED)            | 63e          |
| 56           | Koos Moerenhout (NED)         | 44e          |
| 57           | Robbie McEwen (AUS)           | 89e          |
| 58           | Aart Vierhouten (NED)         | 88e          |
| 59           | Beat Zberg (SUI)              | 40e          |

| Casino ___ | Casino ___                  | Casino ___ |
| ---------- | --------------------------- | ---------- |
| Num        | Coureur                     | Pos        |
| 61         | Bo Hamburger (DEN)          | 15e        |
| 62         | Christophe Agnolutto (FRA)  | 31e        |
| 63         | Stéphane Barthe (FRA)       | AB-18      |
| 64         | Pascal Chanteur (FRA)       | 35e        |
| 65         | Jacky Durand (FRA)          | 65e        |
| 66         | Alberto Elli (ITA)          | 29e        |
| 67         | Jaan Kirsipuu (EST) (route) | AB-10      |
| 68         | Rodolfo Massi (ITA)         | NP-18      |
| 69         | Benoît Salmon (FRA)         | 28e        |

| Banesto BAN | Banesto BAN                      | Banesto BAN |
| ----------- | -------------------------------- | ----------- |
| Num         | Coureur                          | Pos         |
| 71          | Abraham Olano (ESP)              | AB-11       |
| 72          | Marino Alonso (ESP)              | NP-18       |
| 73          | José Luis Arrieta (ESP)          | AB-15       |
| 74          | Manuel Beltrán (ESP)             | NP-18       |
| 75          | José Vicente García Acosta (ESP) | NP-18       |
| 76          | José María Jiménez (ESP)         | AB-16       |
| 77          | Miguel Ángel Peña (ESP)          | NP-18       |
| 78          | Orlando Rodrigues (POR)          | NP-18       |
| 79          | César Solaun (ESP)               | NP-18       |

| Gan C.A | Gan C.A                  | Gan C.A |
| ------- | ------------------------ | ------- |
| Num     | Coureur                  | Pos     |
| 81      | Chris Boardman (GBR)     | AB-3    |
| 82      | Magnus Bäckstedt (SWE)   | 70e     |
| 83      | Frédéric Moncassin (FRA) | AB-10   |
| 84      | Stuart O'Grady (AUS)     | 54e     |
| 85      | Eros Poli (ITA)          | 86e     |
| 86      | Eddy Seigneur (FRA)      | HD-15   |
| 87      | François Simon (FRA)     | 57e     |
| 88      | Cédric Vasseur (FRA)     | 24e     |
| 89      | Jens Voigt (GER)         | 83e     |

| Lotto-Mobistar ___ | Lotto-Mobistar ___       | Lotto-Mobistar ___ |
| ------------------ | ------------------------ | ------------------ |
| Num                | Coureur                  | Pos                |
| 91                 | Laurent Madouas (FRA)    | 22e                |
| 92                 | Peter Farazijn (BEL)     | 19e                |
| 93                 | Joona Laukka (FIN)       | NP-13              |
| 94                 | Andreï Tchmil (BEL)      | NP-16              |
| 95                 | Andrei Teteriouk (KAZ)   | 20e                |
| 96                 | Kurt Van de Wouwer (BEL) | 16e                |
| 97                 | Paul Van Hyfte (BEL)     | 64e                |
| 98                 | Rik Verbrugghe (BEL)     | 69e                |
| 99                 | Geert Verheyen (BEL)     | 23e                |

| TVM-Farm Frites ___ | TVM-Farm Frites ___          | TVM-Farm Frites ___ |
| ------------------- | ---------------------------- | ------------------- |
| Num                 | Coureur                      | Pos                 |
| 101                 | Laurent Roux (FRA)           | NP-10               |
| 102                 | Jeroen Blijlevens (NED)      | AB-18               |
| 103                 | Steven de Jongh (NED)        | NP-19               |
| 104                 | Sergueï Ivanov (RUS) (route) | NP-19               |
| 105                 | Servais Knaven (NED)         | NP-19               |
| 106                 | Lars Michaelsen (DEN)        | HD-11               |
| 107                 | Sergueï Outschakov (UKR)     | NP-19               |
| 108                 | Peter Van Petegem (BEL)      | AB-15               |
| 109                 | Bart Voskamp (NED)           | NP-19               |

| Saeco-Cannondale SAE | Saeco-Cannondale SAE      | Saeco-Cannondale SAE |
| -------------------- | ------------------------- | -------------------- |
| Num                  | Coureur                   | Pos                  |
| 111                  | Mario Cipollini (ITA)     | AB-9                 |
| 112                  | Giuseppe Calcaterra (ITA) | AB-16                |
| 113                  | Massimo Donati (ITA)      | 50e                  |
| 114                  | Gian Matteo Fagnini (ITA) | AB-10                |
| 115                  | Paolo Fornaciari (ITA)    | 90e                  |
| 116                  | Eddy Mazzoleni (ITA)      | 71e                  |
| 117                  | Massimiliano Mori (ITA)   | 91e                  |
| 118                  | Leonardo Piepoli (ITA)    | 14e                  |
| 119                  | Mario Scirea (ITA)        | AB-10                |

| La Française des jeux FDJ | La Française des jeux FDJ | La Française des jeux FDJ |
| ------------------------- | ------------------------- | ------------------------- |
| Num                       | Coureur                   | Pos                       |
| 121                       | Evgueni Berzin (RUS)      | 25e                       |
| 122                       | Franck Bouyer (FRA)       | 94e                       |
| 123                       | Frédéric Guesdon (FRA)    | 67e                       |
| 124                       | Stéphane Heulot (FRA)     | 13e                       |
| 125                       | Xavier Jan (FRA)          | 77e                       |
| 126                       | Emmanuel Magnien (FRA)    | AB-10                     |
| 127                       | Christophe Mengin (FRA)   | 66e                       |
| 128                       | Damien Nazon (FRA)        | 96e                       |
| 129                       | Maximilian Sciandri (GBR) | NP-18                     |

| Cofidis-Le Crédit par Téléphone COF | Cofidis-Le Crédit par Téléphone COF | Cofidis-Le Crédit par Téléphone COF |
| ----------------------------------- | ----------------------------------- | ----------------------------------- |
| Num                                 | Coureur                             | Pos                                 |
| 131                                 | Francesco Casagrande (ITA)          | AB-10                               |
| 132                                 | Laurent Desbiens (FRA)              | 61e                                 |
| 133                                 | Philippe Gaumont (FRA)              | AB-10                               |
| 134                                 | Nicolas Jalabert (FRA)              | 49e                                 |
| 135                                 | Bobby Julich (USA)                  | 3e                                  |
| 136                                 | Massimiliano Lelli (ITA)            | 36e                                 |
| 137                                 | Kevin Livingston (USA)              | 17e                                 |
| 138                                 | Roland Meier (SUI)                  | 7e                                  |
| 139                                 | Christophe Rinero (FRA)             | 4e                                  |

| Polti PLT | Polti PLT               | Polti PLT |
| --------- | ----------------------- | --------- |
| Num       | Coureur                 | Pos       |
| 141       | Luc Leblanc (FRA)       | NP-18     |
| 142       | Rossano Brasi (ITA)     | 82e       |
| 143       | Mirko Crepaldi (ITA)    | 75e       |
| 144       | Fabrizio Guidi (ITA)    | AB-6      |
| 145       | Leonardo Guidi (ITA)    | AB-15     |
| 146       | Jörg Jaksche (GER)      | 18e       |
| 147       | Silvio Martinello (ITA) | NP-6      |
| 148       | Axel Merckx (BEL)       | 10e       |
| 149       | Fabio Sacchi (ITA)      | 47e       |

| Asics-CGA ___ | Asics-CGA ___              | Asics-CGA ___ |
| ------------- | -------------------------- | ------------- |
| Num           | Coureur                    | Pos           |
| 151           | Carlo Marino Bianchi (ITA) | AB-10         |
| 152           | Alessio Bongioni (ITA)     | AB-9          |
| 153           | Diego Ferrari (ITA)        | 76e           |
| 154           | Oscar Pozzi (ITA)          | 32e           |
| 155           | Fabio Roscioli (ITA)       | 79e           |
| 156           | Samuele Schiavina (ITA)    | AB-4          |
| 157           | Alexandr Shefer (KAZ)      | AB-10         |
| 158           | Filippo Simeoni (ITA)      | 55e           |
| 159           | Alain Turicchia (ITA)      | 74e           |

| Vitalicio Seguros VIT | Vitalicio Seguros VIT        | Vitalicio Seguros VIT |
| --------------------- | ---------------------------- | --------------------- |
| Num                   | Coureur                      | Pos                   |
| 161                   | Santiago Blanco (ESP)        | NP-18                 |
| 162                   | Francisco Benítez (ESP)      | NP-18                 |
| 163                   | Hernán Buenahora (COL)       | AB-10                 |
| 164                   | Ángel Casero (ESP) (route)   | NP-18                 |
| 165                   | Andrea Ferrigato (ITA)       | NP-18                 |
| 166                   | David García Marquina (ESP)  | AB-10                 |
| 167                   | Francisco Tomás García (ESP) | AB-5                  |
| 168                   | Prudencio Indurain (ESP)     | NP-18                 |
| 169                   | Oliverio Rincón (COL)        | HD-8                  |

| Kelme-Costa Blanca KEL | Kelme-Costa Blanca KEL           | Kelme-Costa Blanca KEL |
| ---------------------- | -------------------------------- | ---------------------- |
| Num                    | Coureur                          | Pos                    |
| 171                    | Fernando Escartín (ESP)          | NP-18                  |
| 172                    | Francisco Cabello (ESP)          | NP-18                  |
| 173                    | Carlos Alberto Contreras (COL)   | AB-10                  |
| 174                    | Juan José de los Ángeles (ESP)   | AB-15                  |
| 175                    | José Javier Gómez (ESP)          | NP-18                  |
| 176                    | Santos González (ESP)            | NP-18                  |
| 177                    | José Luis Rodríguez García (ESP) | AB-16                  |
| 178                    | Marcos Serrano (ESP)             | NP-18                  |
| 179                    | José Ángel Vidal (ESP)           | NP-18                  |

| US Postal Service USP | US Postal Service USP         | US Postal Service USP |
| --------------------- | ----------------------------- | --------------------- |
| Num                   | Coureur                       | Pos                   |
| 181                   | Jean-Cyril Robin (FRA)        | 6e                    |
| 182                   | Frankie Andreu (USA)          | 58e                   |
| 183                   | Dariusz Baranowski (POL)      | 12e                   |
| 184                   | Pascal Deramé (FRA)           | 84e                   |
| 185                   | Viatcheslav Ekimov (RUS)      | 38e                   |
| 186                   | Tyler Hamilton (USA)          | 51e                   |
| 187                   | George Hincapie (USA) (route) | 53e                   |
| 188                   | Marty Jemison (USA)           | 48e                   |
| 189                   | Peter Meinert-Nielsen (DEN)   | 45e                   |

| Riso Scotti-MG Boys Maglificio ___ | Riso Scotti-MG Boys Maglificio ___ | Riso Scotti-MG Boys Maglificio ___ |
| ---------------------------------- | ---------------------------------- | ---------------------------------- |
| Num                                | Coureur                            | Pos                                |
| 191                                | Fabio Baldato (ITA)                | AB-15                              |
| 192                                | Vladislav Bobrik (RUS)             | AB-11                              |
| 193                                | Ermanno Brignoli (ITA)             | NP-18                              |
| 194                                | Roberto Caruso (ITA)               | AB-10                              |
| 195                                | Stefano Casagranda (ITA)           | AB-10                              |
| 196                                | Federico de Beni (ITA)             | AB-4                               |
| 197                                | Nicola Minali (ITA)                | NP-18                              |
| 198                                | Roberto Pistore (ITA)              | HD-8                               |
| 199                                | Alessandro Spezialetti (ITA)       | NP-18                              |

| BigMat-Auber 93 BIG | BigMat-Auber 93 BIG         | BigMat-Auber 93 BIG |
| ------------------- | --------------------------- | ------------------- |
| Num                 | Coureur                     | Pos                 |
| 201                 | Pascal Lino (FRA)           | 78e                 |
| 202                 | Ludovic Auger (FRA)         | NP-2                |
| 203                 | Philippe Bordenave (FRA)    | 30e                 |
| 204                 | Thierry Bourguignon (FRA)   | 26e                 |
| 205                 | Viatcheslav Djavanian (RUS) | 81e                 |
| 206                 | Thierry Gouvenou (FRA)      | 59e                 |
| 207                 | Lylian Lebreton (FRA)       | 41e                 |
| 208                 | Denis Leproux (FRA)         | 39e                 |
| 209                 | Alexei Sivakov (RUS)        | 87e                 |